# IHC Leuven
IHC Leuven je belgický klub ledního hokeje z Lovaně. Vznikl v roce 1993 a hraje 2. belgickou ligu.
Belgickou nejvyšší hokejovou ligu vyhrál pouze jednou, v roce 2005. Klubovými barvami jsou červená a černá. Domácí zápasy hraje na stadionu IJsbaan Leuven.